# Villopotamon thaii
Villopotamon thaii is een krabbensoort uit de familie van de Potamidae. De wetenschappelijke naam van de soort is voor het eerst geldig gepubliceerd in 2003 door Dang & Hô.